# Clear Lake Shores
Clear Lake Shores és una població dels Estats Units a l'estat de Texas. Segons el cens del 2000 tenia 1.205 habitants.

## Demografia
Segons el cens del 2000, Clear Lake Shores tenia 1.205 habitants, 590 habitatges, i 338 famílies. La densitat de població era de 989,9 habitants/km².
Dels 590 habitatges en un 20,5% hi vivien nens de menys de 18 anys, en un 45,8% hi vivien parelles casades, en un 7,1% dones solteres, i en un 42,7% no eren unitats familiars. En el 35,4% dels habitatges hi vivien persones soles el 6,3% de les quals corresponia a persones de 65 anys o més que vivien soles. El nombre mitjà de persones vivint en cada habitatge era de 2,04 i el nombre mitjà de persones que vivien en cada família era de 2,6.
Per edats la població es repartia de la següent manera: un 16,7% tenia menys de 18 anys, un 5,1% entre 18 i 24, un 29,5% entre 25 i 44, un 40% de 45 a 60 i un 8,8% 65 anys o més.
L'edat mediana era de 44 anys. Per cada 100 dones de 18 o més anys hi havia 108,3 homes.
La renda mediana per habitatge era de 67.500 $ i la renda mediana per família de 86.450 $. Els homes tenien una renda mediana de 65.375 $ mentre que les dones 41.563 $. La renda per capita de la població era de 41.347 $. Aproximadament el 3% de les famílies i el 4,2% de la població estaven per davall del llindar de pobresa.

## Poblacions més properes
El següent diagrama mostra les poblacions més properes.